# Helland-Hansen-Schulter
Die Helland-Hansen-Schulter ist ein hauptsächlich vereister Gebirgskamm in der antarktischen Ross Dependency. Im Königin-Maud-Gebirge erstreckt sie sich vom Westteil des Mount Fridtjof Nansen in südlicher Richtung und überragt die Nordseite des Kopfendes des Axel-Heiberg-Gletschers.
Der norwegische Polarforscher Roald Amundsen entdeckte und benannte sie 1911 bei seiner Südpolexpedition (1910–1912). Namensgeber ist der norwegische Ozeanograph Bjørn Helland-Hansen (1877–1957).